# Chinelle
Chinelle är ett vattendrag i Belgien.   Det ligger i provinsen Namur och regionen Vallonien, i den södra delen av landet, 80 km söder om huvudstaden Bryssel.
I omgivningarna runt Chinelle växer i huvudsak blandskog. Runt Chinelle är det ganska tätbefolkat, med 67 invånare per kvadratkilometer.